# Luís Galego
Luís Galego (* 25. April 1966 in Porto, Portugal) ist ein portugiesischer Schachgroßmeister. 

## Leben
Galego hat Portugal von 1990 bis 2012 bei allen zwölf Schacholympiaden vertreten, seit 2002 jeweils am Spitzenbrett. Außerdem nahm er an den Mannschaftseuropameisterschaften 1989, 1992 und 2001 teil. 
In Portugal spielte Galego für Boavista Porto, mit dem er zehnmal am European Club Cup teilnahm, in der britischen Four Nations Chess League in der Saison 2011/12 für die Mannschaft Jutes of Kent, mit der er auch 2012 am European Club Cup teilnahm, und in der spanischen Mannschaftsmeisterschaft spielte er 2005 für CA Eborajedrez Talavera
Den GM-Titel erhielt er von der FIDE im Jahr 2002. 
Seine höchste Elo-Zahl betrug 2543 (April 2006). Mit einer aktuellen Elo-Zahl von 2451 (Oktober 2015) liegt er hinter Jorge Viterbo Ferreira auf dem zweiten Platz der portugiesischen Rangliste.
Galego war portugiesischer Einzelmeister in den Jahren 1994, 2002, 2004 und 2005.